# Citharognathus
Genre
Citharognathus est un genre d'araignées mygalomorphes de la famille des Theraphosidae.

## Distribution
Les espèces de ce genre se rencontrent à Bornéo et en Chine.

## Liste des espèces
Selon World Spider Catalog (version 14.0, 2013) :
- Citharognathus hosei Pocock, 1895
- Citharognathus tongmianensis Zhu, Li & Song, 2002

## Publication originale
- Pocock, 1895 : On a new and natural grouping of some of the Oriental genera of Mygalomorphae, with descriptions of new genera and species. Annals and Magazine of Natural History, sér. 6, vol. 15, p. 165-184 (texte intégral).